# Pedro Arrupe
Pedro Arrupe y Gondra (Bilbao; 14 de noviembre de 1907 - Roma, Italia; 5 de febrero de 1991) fue un sacerdote jesuita español, 28.º prepósito general de la Compañía entre 1965 y 1983.

## Biografía

### Infancia y estudios
Arrupe estudió en el Colegio Calasancio (Bilbao) de la Orden de los Clérigos Regulares pobres de la Madre de Dios de las Escuelas Pías, conocidos por Padres Escolapios. 
El 29 de marzo de 1918 ingresó en la Congregación Mariana de S. Estanislao de Kostka, «los Kostkas», dirigida por el padre Basterra.
En 1922. Arrupe comienza el primer curso de Medicina en la Facultad de San Carlos de Madrid. Allí fue discípulo de Juan Negrín. Al cabo de los años, este famoso profesor, de ideas muy de izquierdas y que llegó a ser presidente del gobierno, preguntó dónde estaba aquel alumno tan brillante que él recordaba. Cuando le dijeron que se había hecho jesuita se quedó sorprendido ya que la República había expulsado a los jesuitas de España. Sobresalió por sus notas extraordinarias: en casi todas las asignaturas, sobresaliente y matrícula de honor. Severo Ochoa, que llegaría a ser premio Nobel de Medicina, y que entonces era condiscípulo de Arrupe, confesaría más tarde: «Pedro me quitó aquel año el premio extraordinario».
Murió su padre en 1926 y poco después, decidió hacer un viaje a Lourdes con sus hermanas. Allí asistió a más de una curación milagrosa que él tuvo ocasión de analizar desde su categoría de estudiante de medicina. Diría: «Sentí a Dios tan cerca en sus milagros, que me arrastró violentamente tras de sí».

## Ingreso en la Compañía de Jesús
En 1927 entró en la Compañía de Jesús en el noviciado de Loyola. En 1931 empieza sus estudios de filosofía en el Colegio Máximo de Oña pero, junto con otros jesuitas, tienen que abandonar España tras el decreto de disolución de la Compañía y los termina en Marneffe (Bélgica). En 1933 empieza los estudios de teología en Valkenburg (Holanda) recibiendo el 30 de julio de 1936 la ordenación sacerdotal en Marneffe. En octubre de 1936 Arrupe prosigue sus estudios de teología en St. Mary’s de Kansas (EE. UU). Durante los meses de verano hizo de capellán de los hispanos-hablantes de una prisión de Nueva York, ilusionado por ayudarles en su miserable condición. Según su mismo testimonio “en aquella prisión se hablaba en español y se sufría en inglés”.

## La misión en Japón
El 6 de junio de 1938 Arrupe recibió una carta del padre general destinándolo a la misión de Japón, misión que había solicitado ya muchas veces a sus superiores. El 30 de septiembre embarcó en Seattle rumbo a Yokohama. Después de varios meses de aprendizaje de la lengua y costumbres japonesas, en junio de 1940 fue destinado a la parroquia de Yamaguchi, tan llena de recuerdos de San Francisco Javier. Sin embargo, estos primeros años fueron para él en parte frustrantes, porque sus continuas y variadas iniciativas no conseguían atraer a los japoneses a la fe cristiana.
Al día siguiente de entrar Japón en la II Guerra Mundial, 8 de diciembre de 1941, lo meten en la cárcel acusándolo de espía. Lo recluyen en un cuartucho de dos por dos metros. Al cabo de un mes fue puesto en libertad, debido a la admiración que provocó su buen comportamiento, dedicado a una intensa práctica de la oración e introspección, y su conversación con carceleros y jueces. Pocos meses después lo nombran maestro de novicios. Partió para el noviciado de Nagatsuka, una colina a las afueras de Hiroshima. 
El 6 de agosto de 1945, a las ocho de la mañana, Arrupe fue testigo de la explosión de la bomba atómica sobre Hiroshima. Mientras decía misa, una explosión lo arrojó al suelo. Al mirar por la ventana, se dio cuenta de que aquello no era un bombardeo más, sino algo nuevo y terrible. Inmediatamente, envió a unos novicios a buscar ayuda y alimentos, y él corrió con el resto a Hiroshima para rescatar a quien pudiera, y convirtió el noviciado en un hospital de emergencia. Más de ciento cincuenta personas, abrasadas por la irradiación, fueron atendidas por una comunidad que apenas contaba con medios y elementos para ello, con los conocimientos de medicina que guardaba. Más tarde, Arrupe escribió un libro sobre esta experiencia: "Yo viví la bomba atómica".
Fue nombrado superior de todos los jesuitas en Japón, con el cargo de viceprovincial el 24 de marzo de 1954.

## Prepósito general de la Compañía de Jesús
El padre Arrupe fue elegido prepósito general de la Compañía de Jesús el 22 de mayo de 1965. Con él se inclinó la Compañía hacia corrientes renovadoras, con un enfoque centrado en los pobres y la justicia social. De hecho, sus detractores llegaron a decir de él que «un vasco (San Ignacio de Loyola) había fundado los Jesuitas y otro los iba a destruir».
Participó en la última sesión del Concilio Vaticano II, como miembro de la Comisión para los Religiosos. Importantes fueron sus intervenciones sobre el ateísmo, y sobre las misiones.
Fue el creador, en 1980, del Servicio Jesuita a Refugiados (JRS; siglas en inglés Jesuit Refugee Service), organización de la Compañía de Jesús para la ayuda de los refugiados.

## La Congregación General n.º 32

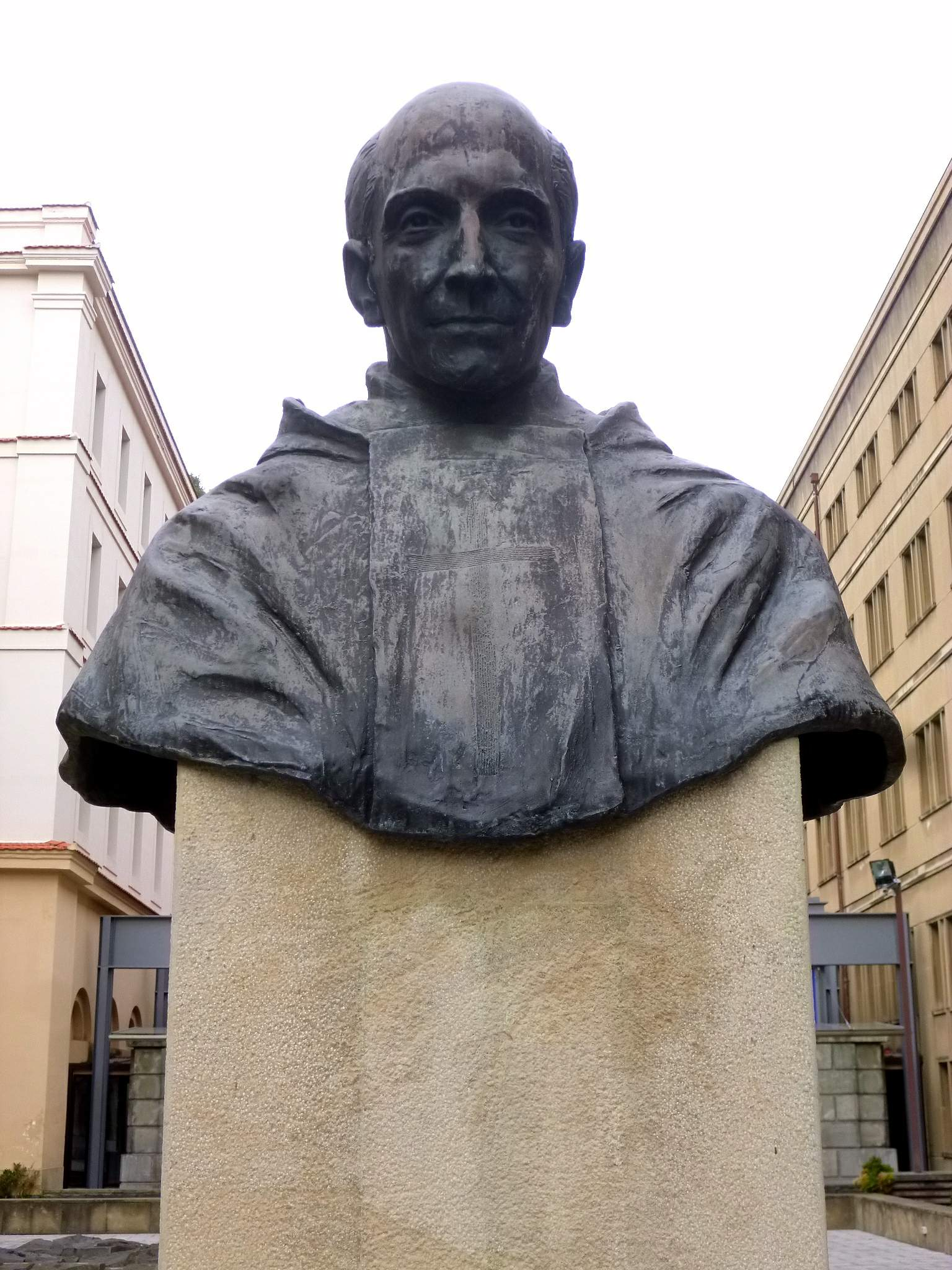
Monumento a Pedro Arrupe en la Universidad de Deusto, Bilbao

El 2 de diciembre de 1974 se convocó la Congregación General n.º 32. Este encuentro marca un punto de inflexión en la historia de los jesuitas, sobre todo por la proclamación de que la fe en Dios ha de ir insoslayablemente unida a la lucha infatigable para abolir todas las injusticias que pesan sobre la humanidad. La Compañía de Jesús inició desde esa Congregación General n.º 32 un proceso de fe al compromiso en la promoción de la justicia en todos los ámbitos de la actividad humana. Así lo establecieron en el documento final:

Decreto 12, Una pobreza auténtica:  

- «Nuestra Compañía no puede responder a las graves urgencias del apostolado de nuestro tiempo si no modifica su práctica de la pobreza. Los compañeros de Jesús no podrán oír “el clamor de los pobres”, si no adquieren una experiencia personal más directa de las miserias y estrecheces de los pobres» (n. 5)
- «Es absolutamente impensable que la Compañía pueda promover eficazmente en todas partes la justicia y la dignidad humana, si la mejor parte de su apostolado se identifica con los ricos y poderosos o se funda en la seguridad de la propiedad, de la ciencia o del poder» (n. 5). Cf Evangelica Testificatio nn. 17-19
- Sentimos inquietud a causa de las diferencias en la pobreza efectiva de personas, comunidades y obras (n. 6)
- En este mundo en que tantos mueren de hambre, no podemos apropiarnos con ligereza el título de pobres.  Debemos hacer un serio esfuerzo por reducir el consumismo; sentir efectos reales de la pobreza, tener un tenor de vida como el de las familias de condición modesta… examinar capítulos de comidas, bebidas, vestuario, habitación, viajes, vacaciones… (n. 7)

Esta apuesta por la justicia llevaría al asesinato de varios jesuitas en Latinoamérica, entre ellos Rutilio Grande y años más adelante a Ignacio Ellacuría, con sus asistentas domésticas y compañeros de la Universidad Centroamericana José Simeón Cañas.

## La intervención de la Compañía de Jesús y sucesión
El 7 de agosto de 1981, Arrupe sufrió una trombosis cerebral que lo dejó incapacitado del lado derecho. Al día siguiente, le administraron el sacramento de la unción de los enfermos. El 26 de agosto el papa Juan Pablo II nombró un delegado personal, un interventor, para atender al gobierno de la Compañía en la persona del padre Paolo Dezza. Se interrumpió el proceso normal de nombrar un sucesor por medio de una congregación general. El padre Arrupe y, con él, toda la Compañía de Jesús reaccionaron con dolor pero con obediencia total a las decisiones del romano pontífice. 
El 3 de septiembre de 1983, en la Congregación General n.º 33, el padre Arrupe presentó su renuncia al cargo ante todos los padres congregados. El padre Peter-Hans Kolvenbach fue elegido general de la Compañía. Su primer gesto fue abrazar al padre Arrupe mientras le decía: «Ya no le llamaré a usted Padre General, pero le seguiré llamando padre». 
Después de casi diez años de dolorosa inactividad (considerada por los suyos como una especie de ofrenda por la Compañía, la Iglesia y la Humanidad) falleció el 5 de febrero de 1991  en la casa generalicia de los jesuitas en Roma. Días antes, ya en agonía, lo había visitado Juan Pablo II. A su funeral en la iglesia del Gesù de Roma asistió una inmensa multitud. Su cuerpo descansa en dicha iglesia. 
Sus últimas palabras fueron: Por el presente Amén y por el futuro Aleluya.
El 11 de julio de 2018 el superior general de los jesuitas Padre Arturo Sosa anunció en Bilbao que la Vicaria General de Roma tenía intención de iniciar el proceso de beatificación del padre Arrupe. Dicho proceso fue efectivamente abierto el 5 de febrero de 2019 encontrándose ahora en la fase primera de recogida de testimonios sobre la santidad del Padre Arrupe.
El día 5 de febrero del año 2019, en el Palacio Apostólico de San Juan de Letrán, se inauguró el proceso de beatificación del Padre Arrupe con una misa solemne presidida por el cardenal Angelo de Donatis, vicario general de la diócesis de Roma. En la sesión se dio lectura al acto jurídico, por parte del notario Dott. Marcello Terramani. A continuación, los otros miembros del jurado prestaron juramento. Entre ellos el P. Pascual Cebollada SJ (postulador de la causa), Mons. Slawomir Oder (delegado legal) y Giuseppe D'Alonzo (el «promotor de justicia»). 
| Predecesor: Jean-Baptiste Janssens | Prepósito General de la Compañía de Jesús 22 de mayo de 1965 - 13 de septiembre de 1983 | Sucesor: Peter Hans Kolvenbach |

## Textos del Padre Arrupe
- Arrupe, Pedro: Textos sobre espiritualidad.
- Arrupe, Pedro: Ante Un Mundo En Cambio. Madrid: Apostolado de la Prensa - Hechos y Dichos, 1972.
- Arrupe, Pedro: Nuestra vida consagrada. Madrid: Apostolado de la Prensa - Hechos y Dichos, 1972.
- Arrupe, Pedro: En testimonio de la justicia. Madrid: PPC, 1973.
- Arrupe, Pedro: Memorias del Padre Arrupe. Este Japón Increíble. Bilbao: Mensajero, 2001.
- Arrupe, Pedro: Aquí me tienes, Señor. Apuntes de sus Ejercicios Espirituales. Bilbao: Mensajero, 2002.
- Arrupe, Pedro: Testigo del siglo XX. Textos escogidos de Pedro Arrupe. Bogotá: PUJ, 2019.